# Montaña Rusa (Bosque Mágico)
Montaña Rusa (eerder Wildcat, nog eerder Mountain Express) was een stalen wildemuis-achtbaan in attractiepark Bosque Mágico. Het was een baan van het model Wildcat van Anton Schwarzkopf. De baan was gebouwd in 1973 en werd door het park aangekocht en opgesteld in 1993, waar hij tot 2006 operationeel bleef.

## Verplaatsingen

### Six Flags Magic Mountain
De achtbaan stond oorspronkelijk in Six Flags Magic Mountain. Daar was hij in gebruik van 1973 tot 1982. Toen besliste het park dat op de plek waar Mountain Express stond, een andere achtbaan moest komen. 
Hiervoor werd de Mountain Express verkocht aan attractiepark Magic Landing. In 1992 werd op deze plaats de Flashback gebouwd.

### Magic Landing
Hier werd deze in gebruik genomen in 1984. Naar verluidt is hij zo'n vijf jaar operationeel geweest, waarna hij een aantal jaren bleef staan als SBNO en uiteindelijk opnieuw afgebroken werd. Daarna werd de baan opnieuw verkocht, ditmaal aan Bosque Mágico, waar de baan in 1993 opnieuw opende. 

### Bosque Mágico
In 1997 gaf het park de baan nieuwe treintjes en werd hij opnieuw geverfd. In 2006 sloot de baan opnieuw. Het park liet weten dat de baan in opslag lag. Op 8 augustus 2008 zette het pretpark de achtbaankarretjes die in 1997 nieuw waren aangekocht te koop en deelde mee dat de baan zelf reeds verkocht was als schroot.